# Marmota sibirica
La marmotta tarbagan (Marmota sibirica Radde, 1862) è una specie di roditore nella famiglia degli Sciuridi. Si trova in Cina (Mongolia Interna ed Heilongjiang), Mongolia settentrionale ed occidentale e Russia (Siberia del sudovest, Tuva e Transbaikalia). Nei Monti Altaj della Mongolia ha la stessa distribuzione rispetto alla marmotta grigia. Nel 2008, l'IUCN ha classificato la specie come in pericolo.
Se ne riconoscono due sottospecie: la M. s. sibirica e la M. s. caliginosus.

## Rapporti con l'uomo
La marmotta tarbagan è stata consumata per secoli nella cucina nativa della Mongolia, in particolare in un piatto chiamato boodog, che prevede che la carne venga cucinata inserendo delle pietre pre-riscaldate nell'addome della marmotta priva di ossa, mentre in seguito la pelle viene legata a sacchetto dove la carne viene cucinata. Queste marmotte vengono cacciate soprattutto in autunno, dove questi animali ingrassano in quanto si preparano all'ibernazione.
Inoltre la marmotta tarbagan è indirettamente responsabile di alcune malattie presenti nella Mongolia e nella Cina nordorientale, tra cui la peste della Manciuria tra il 1910 e il 1911. Una simile epidemia è di forma pneumonica, in quanto si diffonde dalla loro tosse, e può saltare dalle marmotte agli umani tramite il morso della pulce tarbagan (o Ceratophyllus silantievi) o il consumo della carne, in generale quello della marmotta (nel 2019, infatti, due persone mongole sono morte dopo aver mangiato carne di marmotta cruda).